# AXN Sci-Fi
AXN Sci-Fi je evropská filmová stanice společnosti Sony Pictures Entertainment. Stanice se specializuje na pořady, seriály a filmy z žánru science fiction. Stanice vysílá 18 hodin denně. Kanál je dostupný v Polsku, Ukrajině, Kazachstánu, Maďarsku, Rusku, Rumunsku, Bulharsku, Itálii, a od října roku 2007 také v Česku a na Slovensku.

## Seriály
- Andromeda
- BeastMaster
- Cesta do neznáma
- Doctor Who (seriál)
- Faktor Psí: Kronika paranormálních jevů
- Good vs Evil
- Herkules
- Hvězdná brána
- Hvězdná brána: Atlantida
- Hvězdné hádky
- Charlie Jade
- Kyle XY
- Lexx
- Mutant X
- Náměsíčníci
- ReGenesis
- Samurai 7
- Sheena
- Svatyně
- Star Trek: Enterprise
- Star Trek: Nová generace
- Země: poslední konflikt
- Ztraceni (5. a 6. série)
- Ztracený svět

## Anime pořady
- Blood+
- Blue Gender
- Death Note
- DICE
- Fullmetal Alchemist
- Ghost in the Shell: Stand Alone Complex
- Hellsing
- Chrono Crusade
- Kaleido Star
- Kapitán Tsubasa
- Kovboj Bebop - Lovec odměn
- Med a čtyřlístek
- Naruto
- Slayers - Lina, postrach banditů